# Santa Maria d'Olesa de Montserrat
L'església de Santa Maria d'Olesa de Montserrat és una obra d'Olesa de Montserrat (Baix Llobregat) inclosa a l'Inventari del Patrimoni Arquitectònic de Catalunya. Està situada al punt més alt del nucli antic de la vila, al mateix lloc on es bastí el Castell d'Olesa del qual en resten pocs vestigis.

## Descripció
És un edifici de grans dimensions amb tres naus. L'entrada és lateral. Presenta poques obertures per la il·luminació interior. Tres arcades de mig punt indiquen l'entrada. L'exterior presenta molts reaprofitaments, fins i tot de les parets de l'església anterior, del segle xvii que va ser cremada durant la Guerra Civil.
La paret és construïda en pedra, d'aparell irregular i reforçada a l'angle per pedra ben tallada. És un dels pocs elements presents de l'antiga església barroca de finals del segle xvi i principis del XVII que subsisteix després de ser cremada junt amb el seu altar barroc l'any 1936.
Destaca la finestra. És un doble finestral lobulat dividit en dos per una columneta, element aprofitat de l'antiga rectoria.

## Història

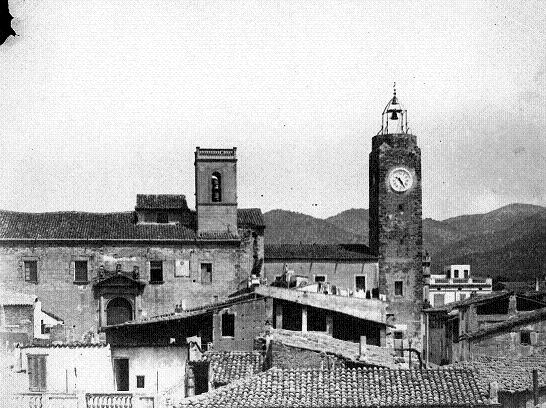
Torre del Rellotge, antic ajuntament i església i campanar de Santa Maria abans de la destrucció de 1936.

Lligada secularment al bisbat de Barcelona, l'església d'Olesa és una de les més antigues del bisbat de Sant Feliu. La primera menció fins al moment coneguda és un document de l'any 1012, quan fou dedicada a Santa Maria i a Sant Joan. Però l'església havia d'existir de molt abans, segurament des del segle x, sota l'advocació de Santa Maria i Sant Joan d'Olesa.
Sabem que l'any 1110 la família noble dels Castellví es va implicar en la construcció d'un nou temple romànic que va ser consagrat pel bisbe de Barcelona Guillem de Torroja el 24 de gener de 1147.
Al cap de dos segles escassos, l'església ja havia quedat petita i l'any 1342 el bisbe Ferrer d'Abella va autoritzar la construcció d'un nou temple.
L'any 1359 el prior de Montserrat Jaume de Vivers va comprar al rei Pere III el Cerimoniós la jurisdicció civil i criminal i el mer i mixt imperi d'Olesa de Montserrat, juntament amb el castell de Sant Pere Sacama. Amb això el monestir de Montserrat va assolir el domini total de la vila d'Olesa i el prior en primer lloc, i posteriorment l'abat de Montserrat, van passar a exercir al mateix temps de baró de la vila i de rector de la parròquia.
L'any 1425 es va beneir el retaule major d'estil gòtic.
A finals del segle xvi, l'església va tornar a quedar petita i l'any 1589, per determinació del Consell de la Vila d'Olesa, es va decidir emprendre un nou projecte d'ampliació del temple parroquial. Aquesta nova església constava de tres naus; la central era la principal i estava coberta per una successió de voltes d'ogives unides per claus de volta i col·locades entre arcs torals de mig punt. Al centre d'aquesta nau hi havia un orgue de tubs del segle xvii (beneït el 1672), obra de l'orguener Pere Carrera, i a l'absis s'hi trobava el retaule major d'estil renaixentista.
L'antic retaule major, contractat l'any 1632, va ser realitzat per Pau Boixadell i Joan Generes, els millors artesans de l'escola de Manresa. Damunt d'una base de pedra polida negra s'hi aixecaven tres pisos on hi eren situades, segons una pensada disposició, les imatges en talla dels apòstols i relleus amb els misteris de la vida de la Verge. El cos central inferior era presidit pel sagrari i damunt seu hi havia la grandiosa imatge de l'Assumpció de Maria. Segons estudi de Mn. Lluís Feliu, tota l'obra del retaule, acabat en policromia, era admirable, però el pot de la confitura era la imatge de l'Assumpció de Maria, obra de l'escultor Josep Ratés.
Aquesta és l'església que, edificada a la fi del segle xvi i primeria del segle xvii, perdurà fins al 21 de juliol de 1936, quan fou cremada.
Tot i una primera reconstrucció duta a terme entre 1940 i 1945 per Mn. Llàtzer Torà, l'obra de l'església va quedar envoltada d'un cert aire de provisionalitat.
Per iniciativa del rector Mn. Lluís Sitjà, l'any 1955 es van iniciar les obres de construcció d'un nou temple parroquial més ampli. Això va comportar l'ensorrament de bona part de les estructures que s'havien salvat l'any 1936.
L'obra del nou temple va finalitzar l'any 1956. Posteriorment es van construir el Baptisteri, la capella del Santíssim i la Sagristia.
L'any 2008, després d'anys de treball per part de la parròquia de Santa Maria i de l'Associació d'Amics de l'Orgue i de les Arts d'Olesa, es va inaugurar el nou orgue de tubs de l'església, impressionant obra del mestre orguener Joan Carles Castro que presideix el presbiteri  Arxivat 2010-06-19 a Wayback Machine.  Arxivat 2014-05-25 a Wayback Machine..

## Entitats vinculades
- Arxiu Parroquial d'Olesa de Montserrat
- Escolania i Cor Jove
- Associació d'Amics de l'Orgue i de les Arts
- Associació Amics de Sant Salvador de les Espases
- Casal Catequístic
- Agrupament Escolta Sant Bernat de Claravall